# 네피도 연방주
네피도 연방주(버마어: ပြည်‌ထောင်စုနယ်မြေ နေပြည်တော် 삐다웅주내몌 네삐도)은 미얀마의 행정 구역상 수도인 네피도를 포괄하는 지역으로 미얀마 중심에 위치한다.

## 행정
연방령은 대통령의 직접 관할 구역이다. 일상적인 도시 기능 또한 대통령에게 초점이 맞춰져 있어서 네삐도 위원회 의장이 모든 일을 주관한다. 이 의장과 위원회 구성원은 대통령이 직접 입명하며 시민과 군인 모두 활동한다.
2011년 3월 30일 대통령 떼인세인은 떼인뉸를 위원장으로 임명하였고 9명의 위원을 발표했다.